# ゾルターン・ロズニャイ
ゾルターン・ロズニャイ（ハンガリー語: Zoltán Rozsnyai, 1926年1月29日 – 1990年9月10日）はハンガリーの指揮者・音楽監督。

## 経歴
幼少期から修学期
1926年、ブダペストで生まれた。フランツ・リスト音楽院にてコダーイ・ゾルターンやバルトーク・ベーラ、エルンスト・フォン・ドホナーニらに師事。すでに10歳でコンサート・ピアニストとして活動しており、音楽院では最年少の学生だった。
音楽院卒業後(ハンガリー在住時代)
卒業後は、24歳でデブレツェン歌劇場の音楽監督に任命された。1954年にハンガリー国立フィルハーモニー演奏協会の指揮者として入団。1956年5月にローマ国際指揮コンクールに入賞。その直後に客演指揮者としてローマに呼び戻されて活動。
ハンガリー動乱以降
1966年10月にハンガリー動乱が起こった後は、ウィーンに移住。ソ連軍による鎮圧の後にハンガリーへの帰国を望まなかった亡命音楽家らで結成されたフィルハーモニア・フンガリカの創設に参加し、初代主席指揮者となった。ロズニャイは絶え間ない努力を重ねて、フィルハーモニア・フンガリカをヨーロッパでも屈指のオーケストラに成長させ、1959年には、ロックフェラー財団やフォード財団の援助を受けて、フィルハーモニア・フンガリカを最初のアメリカ演奏旅行に連れ出した。オーケストラは各地で高い評価を受け、ロズニャイは客演指揮者として招待が相次いだ。
アメリカ移住後
1961年にアメリカ合衆国に永住。1962年にレナード・バーンスタインのもとでニューヨーク・フィルハーモニー管弦楽団の准指揮者となり、1963年にはクリーヴランド・フィルハーモニー管弦楽団の音楽監督に指名された。1964年、ユーティカ交響楽団の指揮者に就任。1967年、130名の候補者を抑えてサンディエゴ交響楽団の音楽監督に就任した(1971年まで)。ロズニャイの指揮のもとで同楽団はヴォックス・レーベルに最初の録音を行なっている。1978年から1984年まで、テネシー州ノックスビルに拠点を置くノックスビル交響楽団の首席指揮者を務めた。1987年にはサンディエゴ国際管弦楽団を結成した。後者は、世界各地のオーケストラや合奏団と演奏経験のある若者を集めて創った青少年オーケストラであった。メキシコ国境に近い地の利を生かして、国境の両側で演奏を行ない、高い評価を受けた。サンディエゴ国際管弦楽団を、メキシコのプロ・ムジカ合唱アンサンブルやコンビビウム・ムジクム合唱団と共演させて、モーツァルトの《レクィエム》やヴィヴァルディの《グローリア》を上演したほか、ハイドンのオラトリオ《四季》を録音している。
没年までサンディエゴ国際管弦楽団の活動に携わったが、1990年9月に心筋梗塞のためニューヨークで他界した。

## 受賞・栄典
- 1956年5月：ローマ国際指揮コンクール入賞